# Héctor Marchena
Héctor De la Marchena (Puntarenas, 4 gennaio 1965) è un ex calciatore costaricano, di ruolo difensore.